# The Plan (игра, 2013)
The Plan — бесплатная компьютерная игра от третьего лица, разработанная и изданная компанией Krillbite Studio. Игрок берёт под управление муху, а прохождение игры занимает порядка 5 минут. Критики сравнивают игру с Journey, Passage и Dear Esther.

## Игровой процесс
The Plan представляет собой двумерную игру-миниатюру от третьего лица, в которой игрок управляет мухой. Управление осуществляется клавишами-стрелками.
Игра начинается с крупного плана мухи и лесного пейзажа со струящимся сверху светом. Игрок может лететь в единственном направлении — вверх. В процессе полёта муху несколько раз подхватывает порыв ветра и относит в сторону, а также она попадает в паутину, однако ей удаётся справляться с препятствиями и продолжать полёт. По ходу подъёма камера отдаляется, муха уменьшается до трудно различимой точки, а её жужжание расстворяется в композиции «Смерть Озе» Эдварда Грига.
Прохождение игры занимает около пяти минут.

## Разработка
The Plan является экспериментальным сайд-проектом студии Krillbite Studio, работавшей над игрой Among the Sleep. Игра была выпущена в 2013 году на платформах Microsoft Windows, macOS и Linux, а также была добавлена в сервис Steam Greenlight. В 2014 году игра вышла из бета-тестирования.
Разработчики объясняют краткость и ограниченную интерактивность игры желанием создать бесплатную игру, в которую смогли бы поиграть даже те, кто обычно не играет много или не располагает достаточным количеством времени. Бесплатную модель распространения разработчики обосновывают малой продолжительностью игры и желанием снизить порог вхождения.
В 2020 году студия рассказала о разработке продолжения The Plan 2: Sunlight, которое изначально планировалось выпустить осенью 2020 года. 6 января 2021 года был выпущен анонсирующий трейлер Sunlight, «непрямого продолжения The Plan», и была объявлена дата выпуска — 14 января 2021 года.

## Критика
Джеффри Матулеф из Eurogamer описывает игру как «занимающую то же место, что и Journey, Passage и Dear Esther. Однако она короче Journey, красивее Passage и не такая напряжённая как Dear Esther, а потому её вполне стоит прихватить за такую низкую цену как бесплатно».
Летом 2018 года, благодаря уязвимости в защите Steam Web API, стало известно, что точное количество пользователей сервиса Steam, которые играли в игру хотя бы один раз, составляет 115 204 человека.